# Hjälmare kanal
Hjälmare kanal er en kanal som forbinder Hjälmaren med Arbogaån og siden videre med Mälaren. Kanalen blev bygget mellem 1623 – 1639 med for at lette transporten af gods mellem Bergslagen og Stockholm/Østersøen. Kanalen fik 1819 – 1829 et delvis nyt forløb.
Kanalen er totalt 13.700 meter lang og har en total faldhøjde på 22 meter, som fordeles på ni hånddrevne sluser er fordelt på fem steder, fra syd til nord:
- Notholmen var før vandstandssænkningen en ø i Notholmsviken i Hjälmaren, men er nu navnet på to gårde og en sluse med cirka 0,2 meters løftehøjde, som ligger lige efter indløbet i kanalen.
- Kvarnsjön i Säterbo socken. Ved søen er der en strand og en restaurant.
- Åttans sluss, cirka 2,5 meters løftehøjde, nord for Kvarnsjön.
- Hjälmare docka, er en tørdok i forbindelse med kanalen. Her var tidligere værft og reparationsdok, der nu mere er oplagsplads for fritidsbåde. Omkring 25 personer bor ved dokken.
- Hällby, tre sluser med totalt cirka 8,5 meters løftehøjde. Disse regnes som kanalens centrum. (Slusen kaldes nogle gange "dokslusen" da den ligger parallelt med Hjälmare docka.)
- Säby, to sluser med totalt cirka 5 meters løftehøjde.
- Gravudden, to sluser med totalt cirka 5 meters løftehøjde. Her munder kanalen ud i Arbogaån.

## Historie

### Karl IX's kanal
Allerede Gustav Vasa var interesseret i at forene Mälaren, Hjälmaren og Vänern med hinanden. Karl 9.
påbegyndte en kanalisering af Eskilstunaån for at lave en sejlrute mellem Mälaren og Hjälmaren. Kanalen byggedes med tysk hjælp i årene 1596 – 1610 under opsyn af voldmesteren ved Nyköpingshus, Petter von Lybeck. Den fulgte stort set Eskilstunaåns løb. Kanalen havde 14 sluser, som byggedes i årene 1603 – 1610. Den første sluse byggedes 1603 ved Torshälla, 1605-08 byggedes tre sluser ved Tunafors og 1607 arbejdede man på sluser ved Hyndevad. Der skal desuden have været sluser ved Skogstorp og Skjulsta. En del af den gamle kanals strækning indgår i den senere anlagte Eskilstuna kanal. Kanalen synes at have været i drift fra 1610 frem til 1650. Den kaldtes tidligere også for Hertig Karls grav.

### Hjälmare kanal 1639
Den første Hjälmare kanal byggedes 1629–39 på initiativ af Gustav 2. Adolf, og kaldtes først Hjälmare slussverk, senere Arboga graf. Den strakte sig gennem de fem små søer Värhulta-, Lill-, Lång-, Krok- och Hafsøerne. Kanalen blev ombygget flere gange. Den grundigste ombygning var i 1770–76.

### Hjälmare kanal 1830
En ny ombygning fandt sted 1819–30 under ledelse af Baltzar von Platen. Kanalen fik da sit nuværende forløb. Ruten blev da lagt mere østligt mellem Arbogaån og Kvarnsjön langs med den tidligere strækning. På den sidste strækning op mod Hjälmaren beholdt man kanalens oprindelige strækning.

## Hjälmare docka
- Torsten (1895)
- Ärlan (1886)
- Hjernet (1899)
- Hjälmare docka, vid Hällby slussar.

## Eksterne kilder og henvisninger
- Hjälmare kanal i Nordisk familjebok (2. udgave, 1909), forfattet af K. Sidenbladh
- Bertil Waldén: Den stora sjösänkningen. Lindhska bokhandeln i Örebro 1940.
- Hjälmare Kanal (Västra Mälardalen)
- Kanaldata (ur Bosse Arnholms Nordens kanaler) Arkiveret 11. april 2012 hos  Wayback Machine

- Wikimedia Commons har flere filer relateret til Hjälmare kanal

1. 1 2  Waldén s. 89.
2. ↑  "Bosse Arnholm". Arkiveret fra originalen 15. november 2011. Hentet 19. maj 2013.